# Papualthia loheri
Papualthia loheri là loài thực vật có hoa thuộc họ Na. Loài này được (Merr.) Merr. mô tả khoa học đầu tiên năm 1915.